# Devin Strübin
Devin Strübin (* 17. November 1994 in Uster, Schweiz) ist ein Schweizer Boxer im Supermittelgewicht. Strübin trägt den Spitznamen «Honey Badger».

## Karriere
Strübin bestritt 19 Amateurkämpfe, bevor er 2022 in das Profilager wechselte. Sein Profidebüt gab Strübin am 10. Juni 2022 in Uster, wo er Enid Spago durch Aufgabe besiegte. Seitdem absolvierte er insgesamt acht Kämpfe, von denen er sechs gewann, davon vier durch technischen Knockout. Am 14. April 2024 erlitt er seine erste Niederlage gegen den Georgier Sandro Jajanidze.
Strübin wird von Stephan Schütz vom Boxclub Knockout in Dietlikon gemanagt.

### Profikämpfe
| Datum             | Gegner             | Ergebnis      | Art | Runden | Ort                             |
| ----------------- | ------------------ | ------------- | --- | ------ | ------------------------------- |
| 12. Dezember 2024 | Zdenko Bule        | Sieg          | TKO | 4      | Hallenstadion, Zürich           |
| 8. September 2024 | Eman Rekanovic     | Sieg          | DQ  | 4      | Stadthofsaal, Uster             |
| 13. Juli 2024     | Michal Malicki     | Sieg          | TKO | 1      | Sportcenter, Dietlikon          |
| 14. April 2024    | Sandro Jajanidze   | Niederlage    | PTS | 6      | Restaurant Glatthof, Glattbrugg |
| 2. Dezember 2023  | Yoncho Markov      | Sieg          | TKO | 3      | Restaurant Glatthof, Glattbrugg |
| 2. September 2023 | Aidin Kambarovi    | Sieg          | TKO | 2      | Sporthalle Gries, Volketswil    |
| 10. Juni 2023     | Valeri Gojiashvili | Unentschieden | MD  | 6      | Grand Casino Basel              |
| 11. März 2023     | Martin Krsteski    | Sieg          | TKO | 2      | TrafoHalle, Baden               |
| 10. Juni 2022     | Enid Spago         | Sieg          | RTD | 1      | Stadthofsaal, Uster             |

## Privatleben
Devin Strübin wuchs in Urdorf auf und betrieb in seiner Jugend Eishockey beim EHC Urdorf sowie Tischtennis in Dietikon. Trotz dieses Erfolgs entdeckte er durch einen Kollegen das Kickboxen und entwickelte eine starke Leidenschaft für den Kampfsport. Nach Abschluss seiner beruflichen Ausbildung entschied Strübin, sich dem Boxen zu widmen.
Strübin lebt in Uster. Nach seinem achten Profikampf im September 2024 machte er seiner langjährigen Freundin vor dem Publikum einen öffentlichen Heiratsantrag, den sie annahm.